# Grande tempio di Aton
Il grande tempio di Aton (o pr-Jtn, Casa di Aton) è situato nella città di el-Amarna, in Egitto, ed era il principale tempio egizio dedicato al culto del dio Aton durante il regno di Akhenaton (circa 1353-1336 a.C.). Akhenaton lo costruì in un periodo unico della storia dell'antico Egitto, istituendo il nuovo culto religioso del disco del sole Aton. Akhenaton soppresse il tradizionale culto delle altre divinità quali Amon-Ra, dando il via ad una nuova era, anche se di vita breve, con un apparente monoteismo in cui Aton era venerato come dio del sole, e Akhenaton e la moglie Nefertiti rappresentavano la divina coppia reale che univa il popolo al dio. Nonostante ne iniziò la costruzione a Karnak durante il suo regno, il legame che la città aveva con gli altri dei portò Akhenaton a fondare la nuova città di Amarna, trasferendovi la capitale (e chiamando la città anche Akhetaton), dedicata interamente al dio Aton. Akhenaton costruì la città lungo la riva orientale del Nilo, costruendo anche laboratori, palazzi, sobborghi e templi. Il grande tempio di Aton si trovava poco a nord del centro cittadino e, essendo il più grande tra quelli dedicati ad Aton, fu qui che Akhenaton istituì il culto del disco solare.

## Costruzione

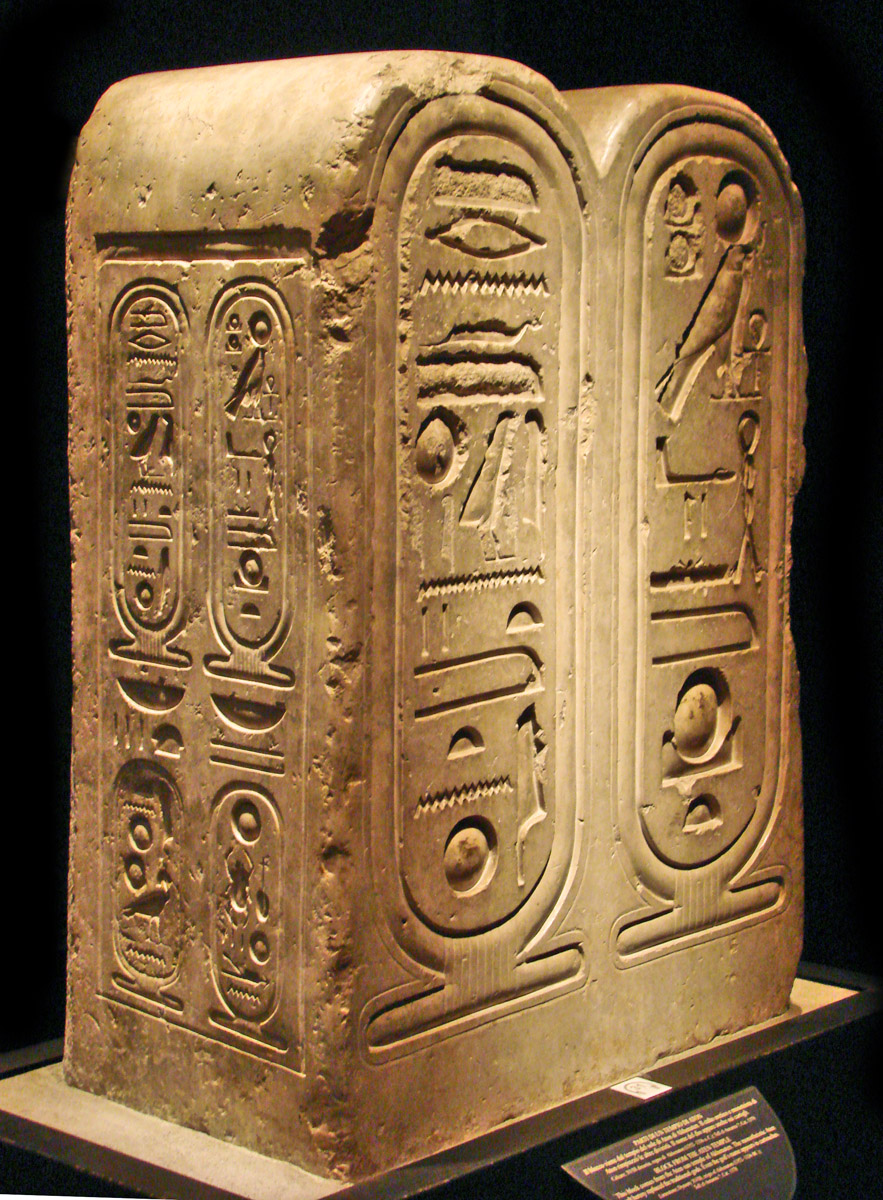
Stele sopravvissuta del grande tempio di Aton ad Akhetaton

La città di Akhetaton fu edificata abbastanza frettolosamente, con largo uso di mattoni di fango. I mattoni di fango furono creati essiccando il materiale al sole, e misuravano 33–37 cm x 15–16 cm x 9–10 cm, anche se quelli usati per le mura del tempio erano leggermente più grandi (38 cm x 16 cm x 16 cm). Durante la costruzione le file di mattoni furono intervallate da un sottile strato di malta, mentre non c'è malta tra un mattone e quello adiacente. Non c'era la pioggia a rovinare i mattoni di fango, ma potevano essere distrutti dalla sabbia soffiata dal vento, così per garantire una certa protezione le mura furono intonacate con uno strato di fango che poteva essere riapplicato. Quando i mattoni si asciugavano, si creavano problemi strutturali, per cui fu sviluppata una tecnica di posa delle file di mattoni in modo da permettere la circolazione dell'aria. Questo permetteva di alle mura di mantenere la propria forma, ma col risultato di indebolire la struttura che non fu adatta per le costruzioni più grandi. Per le torri e le grandi mura come quelle del grande tempio di Aton fu usato dellegno, mentre gli edifici pubblici all'interno del tempio avevano colonne di pietra per garantire maggiore sostegno. Le colonne in pietra erano simili alle altre presenti in Egitto, e contenevano raffigurazioni di foglie di palma o papiro. Per poter disporre elementi strutturali quali tavole da offerte e buche su un pavimento di gesso, furono usate delle corde. Le corde erano prima intinte nella vernice nera, e poi tese ed appoggiate al suolo, dove lasciavano un segno. In alcuni casi le corde erano premute all'interno del gesso, lasciando un solco. Fu utilizzata una tecnica simile per dividere la superficie dei muri prima di decorarli con bassorilievi.
La costruzione del tempio fu divisa in più passi. Ancora prima dell'inizio dei lavori si svolsero alcune cerimonie nel luogo prescelto. Una porta cerimoniale con ricettacoli per offerte di liquidi si trovava all'inizio della via lastricata. La via si dirigeva verso est, ed era inizialmente affiancata da una serie di sfingi poi sostituite da alberi (sono state scavate buche che contenevano alberi, alcune contenenti tuttora radici). La strada conduceva ad un piccolo santuario in mattoni di fango, che fu in seguito inglobato nel principale progetto del tempio. La prima importante opera iniziata da Akhenaton fu la costruzione del muro temenos, che racchiudeva un'area di 229m x 730m. Quando il muro fu completo, si passò alla costruzione del santuario in pietra situato ad est delle mura. Questo santuario sembra essere rimasto indipendente per un certo tempo, finché pochi anni dopo Akhenaton non aggiunse il Gem-Aten ad ovest delle mura. Tramite questa aggiunta l'originaria porta cerimoniale fu abbattuta, ed al suo posto fu costruita una strada rialzata. Il Gem-Aten era originariamente costruito in pietra, ma sembra che con lo scorrere del tempo Akhenaton sia rimasto a corto di materiale, e l'ultima parte fu terminata con mattoni di fango. Non si sa esattamente come fossero decorate le pareti del tempio, dato che l'intera area fu in seguito distrutta, ma i frammenti rinvenuti sembrano mostrare la presenza di molte statue di Akhenaton e della sua famiglia, sparse per tutto il tempio.

## Aspetto
Il grande tempio di Aton si trovava a nord del centro di Akhetaton, ed era separato dal palazzo tramite molti magazzini. Il tempio era orientato sulla direttrice est-ovest, e l'entrata occidentale si trovava sulla Strada Reale, una strada che attraversava tutta la città parallelamente al fiume Nilo. Poco dopo la morte di Akhenaton, il culto di Aton fu cancellato e la città distrutta. Il tempio fu smantellato, coperto di sabbia e lastricato, ma ironicamente questa cosa ha permessola conservazione del sito fino ai giorni nostri. Nel 1890 Flinders Petrie, col permesso dell'Egyptian Antiquities Service, iniziò lo scavo dell'area. In base alle fondamenta scoperte e alle tante illustrazioni del grande tempio trovate nelle tombe di Amarna, fu possibile la ricostruzione del tempio.
Uno degli aspetti più caratteristici del tempio era che non esisteva un'immagine del dio. Il tempio era all'aperto, e non aveva tetto, così che i fedeli potevano adorare direttamente il sole durante il suo viaggio da est ad ovest. Si tratta di una caratteristica comune a tutti i templi di Aton, come il Ḥwt Aton (Casa di Aton), il piccolo tempio di Aton situato 500 metri a sud del grande tempio di Akhetaton.
Nel grande tempio vi erano due principali strutture, il Gem-Aten ed il santuario, separati da 300 metri. Prima di entrare dalle mura ci si trovava di fronte alla prima di queste strutture, il Gem-Aten, un edificio lungo preceduto da una corte chiamata Per-Hai (Casa della gioia). Sulla sinistra dell'entrata principale del tempio si trovava un padiglione colonnato ai cui fianchi erano poste due piccole cappelle. Queste cappelle, originariamente costruite per la regina Kiya, furono in seguito utilizzate dalle principesse. La prima entrata di fronte era quella del Per-Hai, con porte girevoli e cinque coppie di alti pali completi di bandiere rosse che si trovavano attorno alla porta. L'interno di Per-Hai conteneva due file di quattro colonne su ogni lato. Tra queste colonne vi erano altari di calcare, scolpiti con immagini del re e della regina nell'atto di presentare offerte. Oltre Per-Hai e la successiva grande porta si trovava Gem-Aten, il [Luogo di] Colui che Trovò Aton,. Si trattava di una serie di sei corti separate da archi che conducevano al santuario ed all'altare principale. Questo tempio si differenzia da quelli degli altri dei perché, nell'attraversare le corti, diventa sempre più aperto e luminoso, al contrario di templi come quello di Amon-Ra dove le sale diventano più scure e avvolte nel mistero. La prima corte contiene un alto altare con piccole cappelle e camere su ogni lato. Le corti successive contengono altari e magazzini in cui venivano raccolte le offerte. La quarta corte era colonnata, con numerose camere arredate in cui le persone potevano riposare all'ombra. L'ultima corte conteneva l'altare maggiore, dedicato alla coppia reale, ed era circondata da 365 altari in mattoni di fango su entrambi i lati, uno per ogni giorno dell'anno, divisi per rappresentare l'Alto ed il Basso Egitto. Le offerte qui deposte erano dedicate ad Aton, ma venivano utilizzate per sfamare i sacerdoti del tempio, coloro che ci lavoravano, ed alcuni abitanti locali. Oltre questo altare maggiore, il Gem-Aten terminava con un muro bianco, che non mostra segni che facciano pensare alla presenza di una porta. All'esterno del Gem-Aten vi erano abbastanza stanze per contenere un grande deambulatorio e 40 file di 20 tavoli da offerte su ogni lato.
Tra il Gem-Aten ed il santuario, l'edificio principale al confine orientale delle mura, c'era un piccolo portico a pilastri con statue di Akhenaton e della sua famiglia davanti ad ogni colonna. All'interno del portico c'era una grande stele di quarzite accanto ad una colossale statua di un Akhenaton seduto. La stele era scolpita con immagini di Akhenaton e Nefertiti, come una variante della pietra di Benben, con il simbolo solare sacro di Eliopoli. Tradizionalmente, la pietra di Benben è considerata una rappresentazione dell'isola creata dal dio sole Atum all'inizio del mondo. Segna una delle zone più sacre del tempio, ed era ricoperta di fiori ed offerte. È stato ritrovato solo un frammento di questa pietra (scoperto da Carter nel 1892), ma fu identificato com una pietra di Benben a causa delle scene del tempio ritrovate nelle tombe vicine.
Sempre compreso tra il Gem-Aten ed il santuario, si trova un grande edificio quadrato in cui venivano macellate o preparate le offerte di carne. Gli scavi in quest'area sono difficoltosi a causa della presenza dell'odierno cimitero di Et-Till.
La seconda grande struttura del tempio è il santuario, situato al confine orientale, forse ispirato ai templi solari della V dinastia di Abu Gurab (circa 2400 a.C.). Il santuario si presenta con un portone che conduce ad una corte aperta, sul lato meridionale di tre case probabilmente utilizzate dai sacerdoti. Un secondo portone conduce ad un camminamento che passa tra due grandi colonnati con su ogni lato colossali statue di Akhenaton mentre indossa la corona rossa e la corona bianca. la via procede fino alla corte conclusiva che contiene un altare maggiore circondato da tavoli per offerte. L'altare serviva probabilmente alla famiglia reale, soprattutto dopo che Gem-Aten fu costruito e reso operativo. Dietro il santuario si trovano altre stanze tra cui una grande sala che ospitava il tempio originale della cerimonia di inaugurazione. Queste stanze sono accessibili solo dall'esterno della struttura.
Contro la sponda nord-orientale delle mura si trovava un altare chiamato Sala dell'Omaggio Straniero. Era un grande altare presso cui molto probabilmente venivano presentate offerte dalle terre straniere.

## Culto
Il culto di Aton era celebrato giornalmente ed era molto semplice. Nonostante ci fossero altri sacerdoti, Akhenaton fungeva da alto sacerdote, e ruoli speciali erano affidati alle donne reali. Non essendoci statue da adorare, il solito atto di sollevare e lavare il dio non veniva eseguito nel grande tempio, ed il culto era invece costituito solo da canti religiosi ed offerte ad Aton. Alcuni inni raccontavano storie, come quello che attribuiva ad Aton la creazione della razza umana e riconosceva che le persone erano create in modo diverso, per parlare lingue diverse ed avere un diverso colore della pelle, mentre altri canti esprimevano semplicemente l'adorazione e la gratitudine ad Aton. Le offerte consistevano di cibo, bevande e profumi, ed erano spesso accompagnate da incensi. Per la consacrazione delle offerte si utilizzava una speciale bacchetta chiamata hrp, con la quale si toccavano le offerte, marcandole come dono destinato ad Aton.
Ogni giorno la famiglia reale si recava al tempio su un carro, dopo aver percorso in lungo e in largo la Strada Reale, ed entrava nel recinto del tempio presentando offerte davanti a Gem-Aten. Re e regina consacravano le loro offerte con la hrp, mentre le figlie suonavano il sistro. La famiglia attraversava poi i portoni di Gem-Aten salendo i gradini dell'altare maggiore, dove si trovavano carne, pollame, verdure e fiori, sovrastati da tre pentole di incenso fumante. Durante la celebrazione di re e regina, i sacerdoti ponevano le offerte su molti degli altari a disposizione del pubblico, mentre venivano suonati strumenti. Le principesse seguitavano a suonare i sistra mentre quattro uomini cantavano inni ad Aton all'interno della corte di Gem-Aten. Fuori da Gem-Aten si trovavano donne musiciste che si esibivano col coro del tempio, formato da cantanti e da un'arpista tutti ciechi. Questi musicisti si esibivano ad intervalli per tutto il giorno, e non gli era mai permesso di lasciare la corte esterna.

## Scavi ed esplorazioni
Flinders Petrie fu la prima persona a lavorare nel tempio, ed insieme al suo assistente Howard Carter scavò l'area del santuario. Fu però John Pendlebury a mappare completamente la zona durante lo scavo del 1935. Il progetto EES Amarna Survey tornò a scavare il sito correggendo alcuni errori di mappatura.
Il capo del progetto, Sarah Parcak dell'università dell'Alabama di Birmingham, affermò che "basandosi sulle monete e le ceramiche ritrovate, sembra essersi trattato di un grande centro che commerciava con la Grecia, la Turchia e la Libia".
Questo progetto fa parte di un progetto maggiore che ha l'obiettivo di mappare il più possibile dei siti archeologici egizi, o "tell", prima che vengano distrutti dallo sviluppo moderno.
Nonostante Akhenaton avesse dedicato molti templi ad Aton, il grande tempio di Aton fu il più grande ed importante. Durante il regno di Akhenaton fu costruita completamente la nuova città di Akhetaton, e fu istituito il culto di Aton. Poco dopo la sua morte, però, tutto fu distrutto dai successivi re, nel tentativo di tornare all'antica religione egizia. Nonostante tutto, sono rimasti abbastanza reperti del grande tempio da permettere di farsi un'idea di come sembrasse, e di come il culto di Aton debba aver giocato un ruolo importante per gli abitanti di Akhetaton.

## Galleria d'immagini

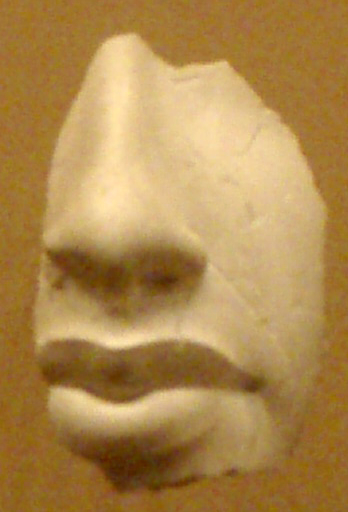
Frammento di viso
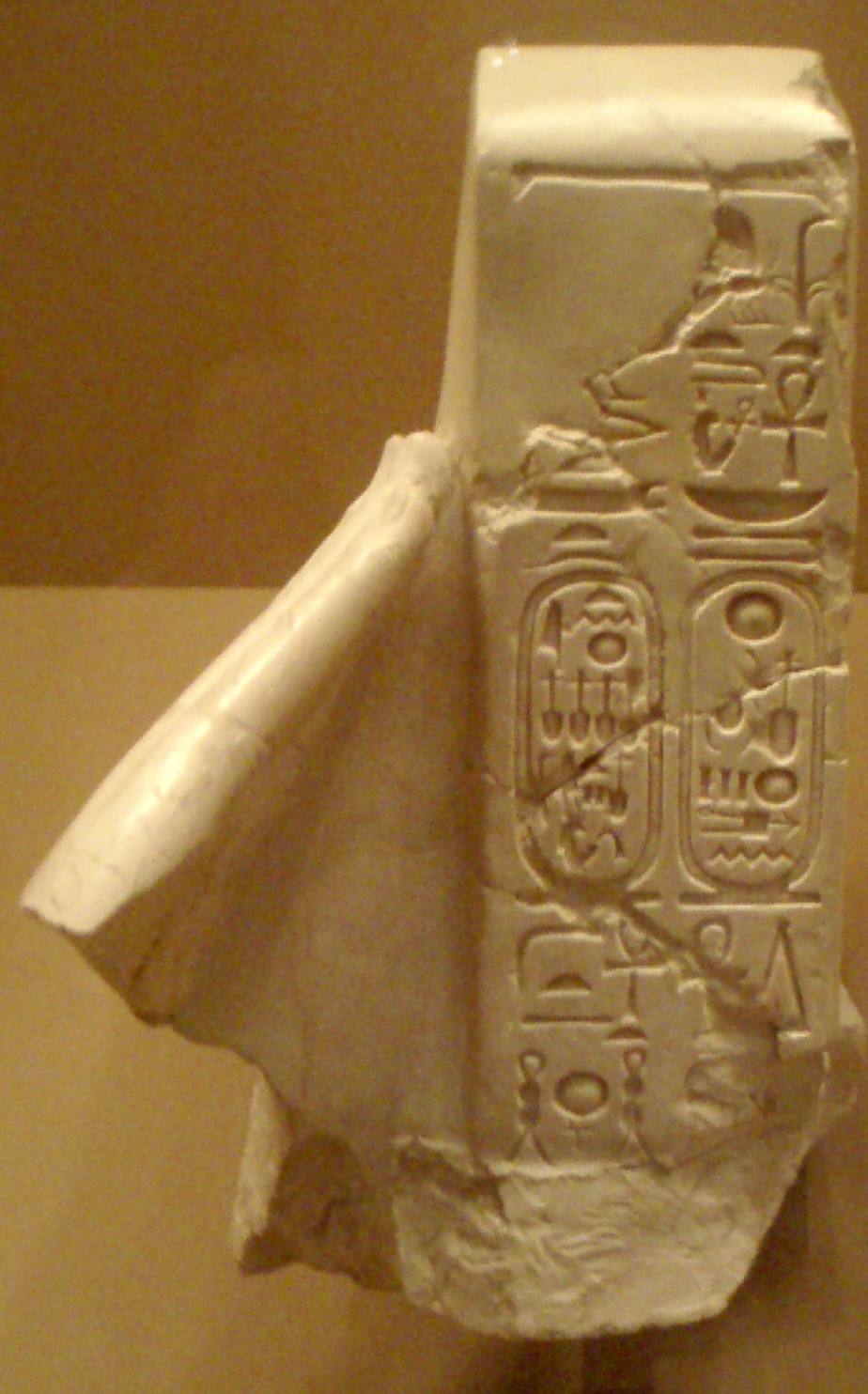
Parte di una statua del faraone che indossa la corona bianca
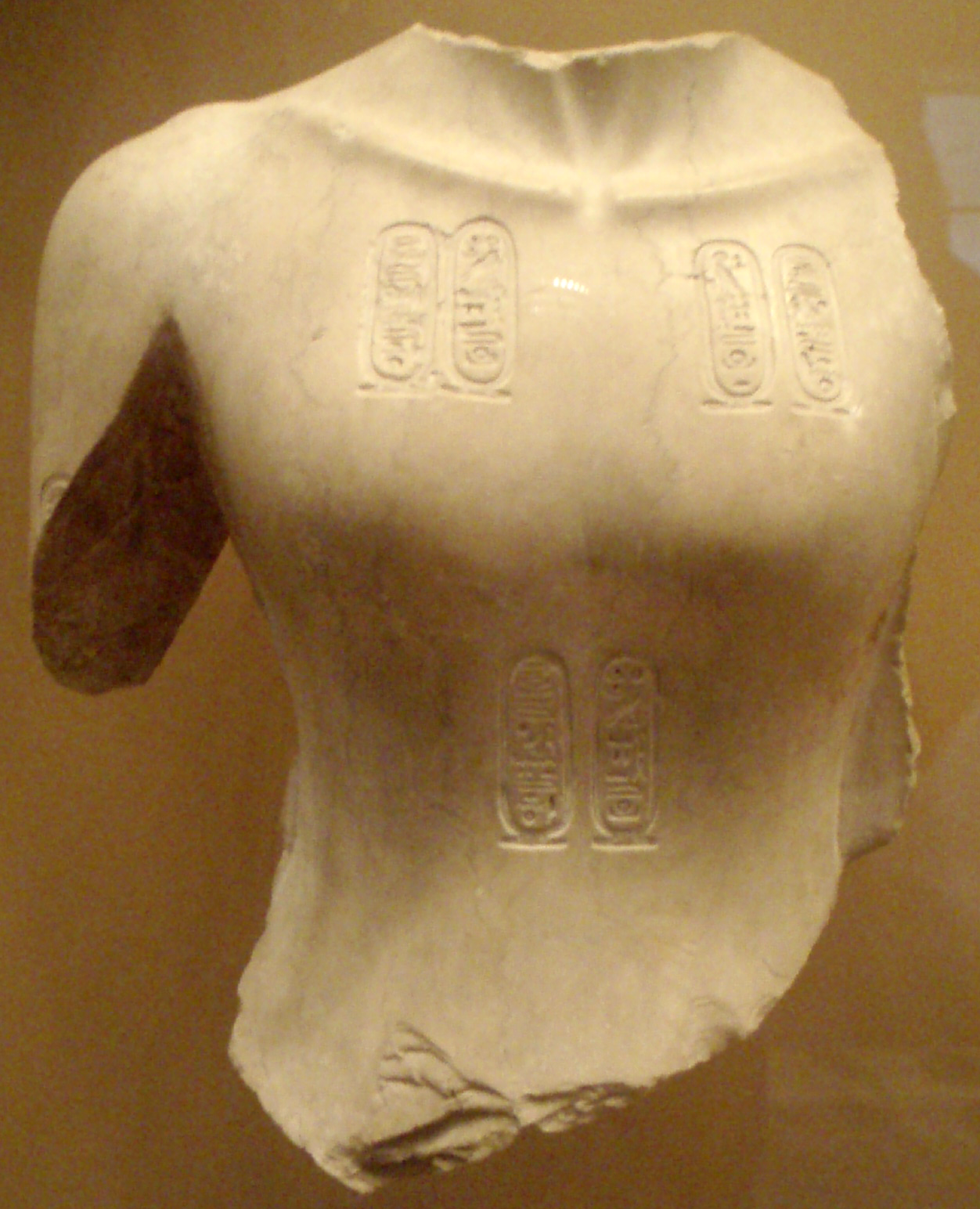
Statua frammentaria di Akhenaton
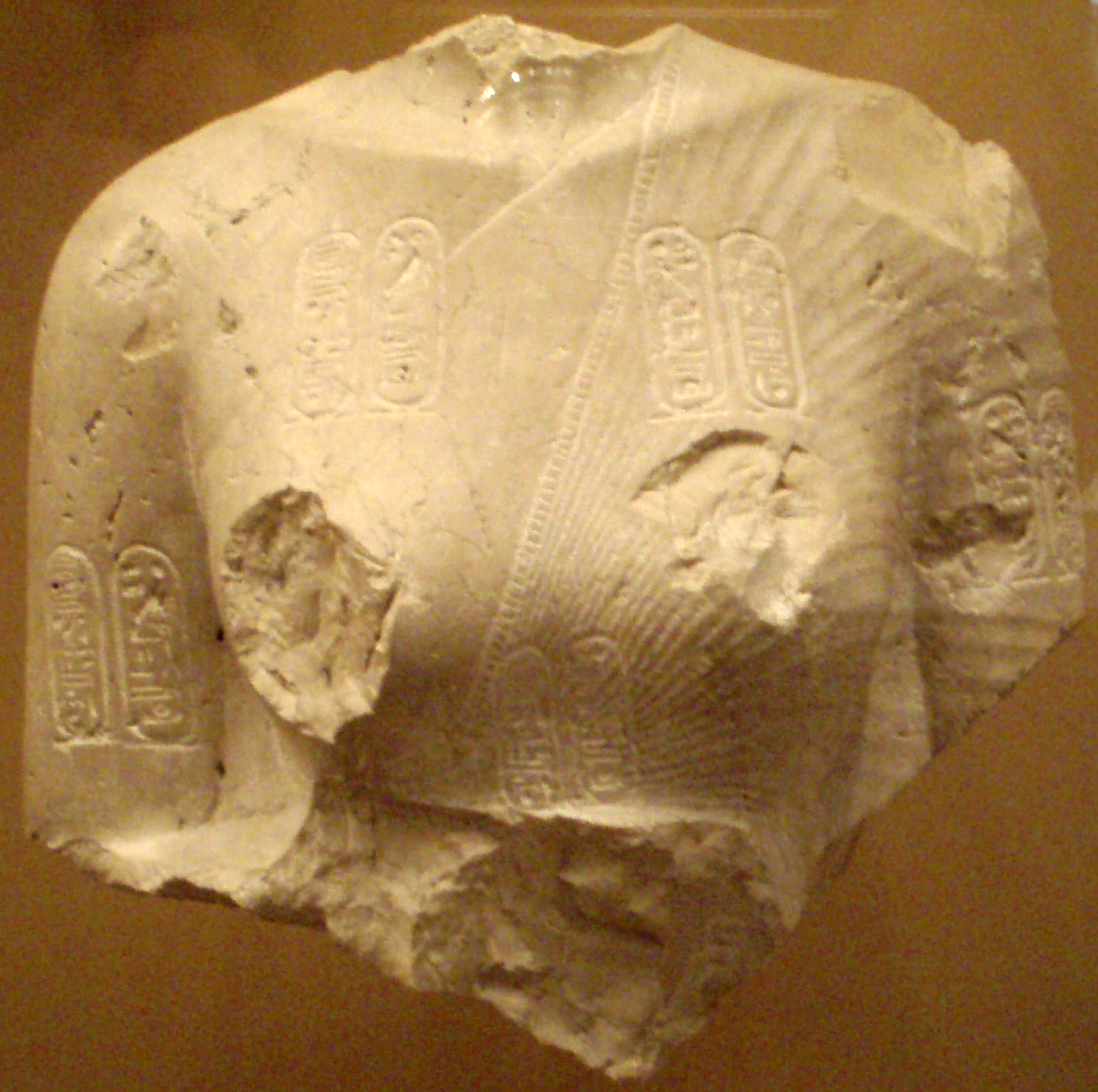
Torso di Nefertiti
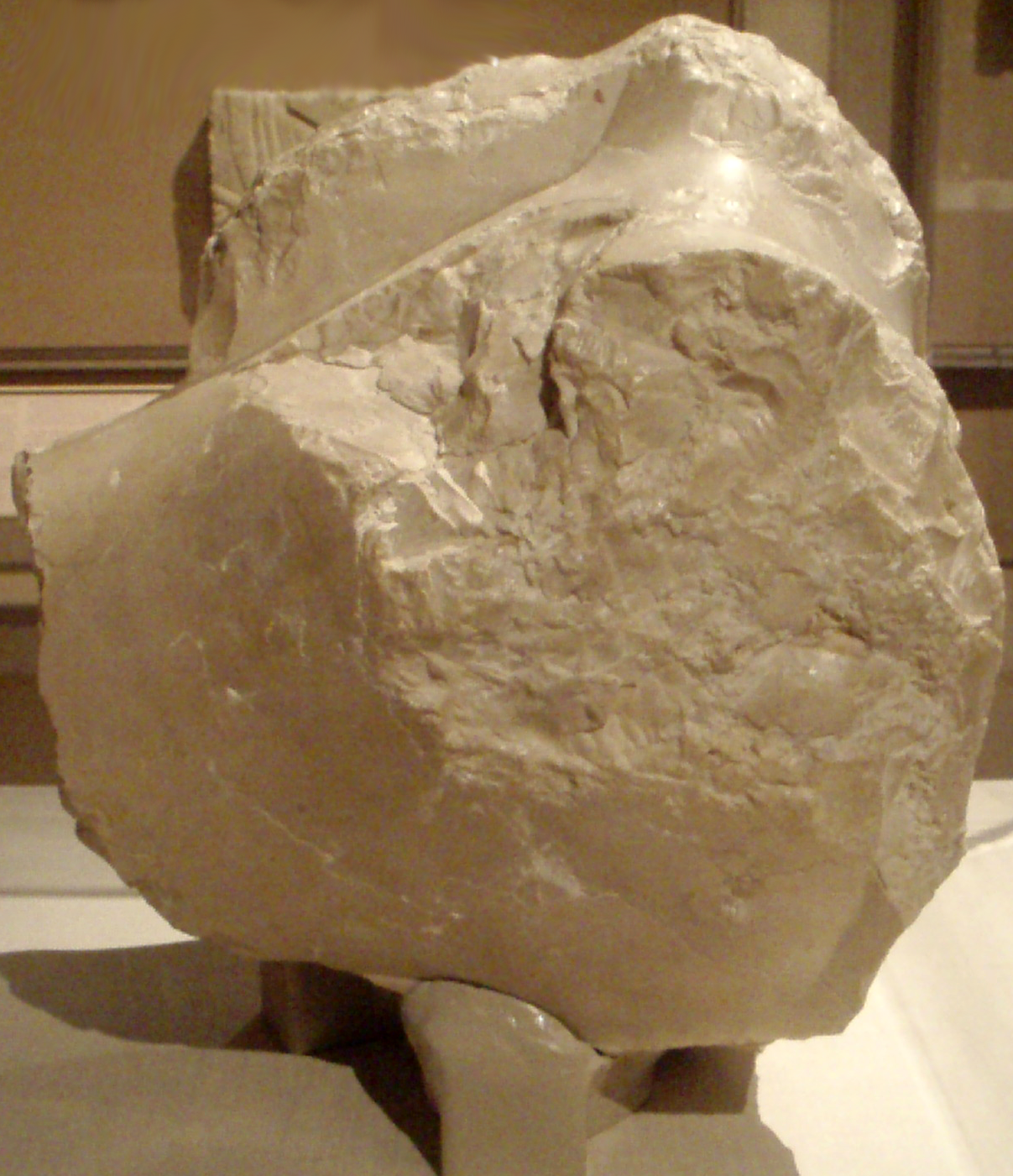
Frammento di torso di una statua che si pensa essere stata contenuta nel grande tempio di Aton